# محمدآباد (باغ‌ملک)
محمدآباد (باغ‌ملک)، روستایی از توابع بخش میداود شهرستان باغ‌ملک در استان خوزستان ایران است.

## جمعیت
این روستا در دهستان میداود قرار دارد و براساس سرشماری مرکز آمار ایران در سال ۱۳۸۵، جمعیت آن ۲۷۷ نفر (۵۵خانوار) بوده‌است.